# Wilhelm Kienzl
Wilhelm Kienzl (Waizenkirchen, 17 gennaio 1857 – Vienna, 19 ottobre 1941) è stato un compositore e direttore d'orchestra austriaco.

## Biografia

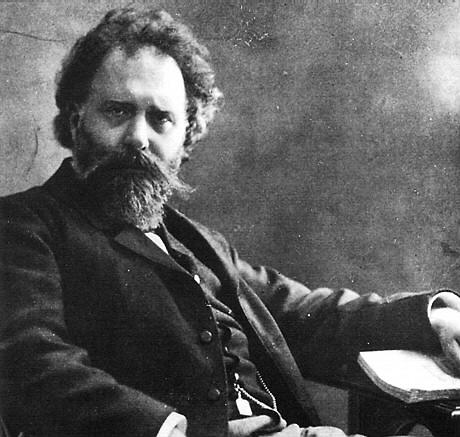
Wilhelm Kienzl

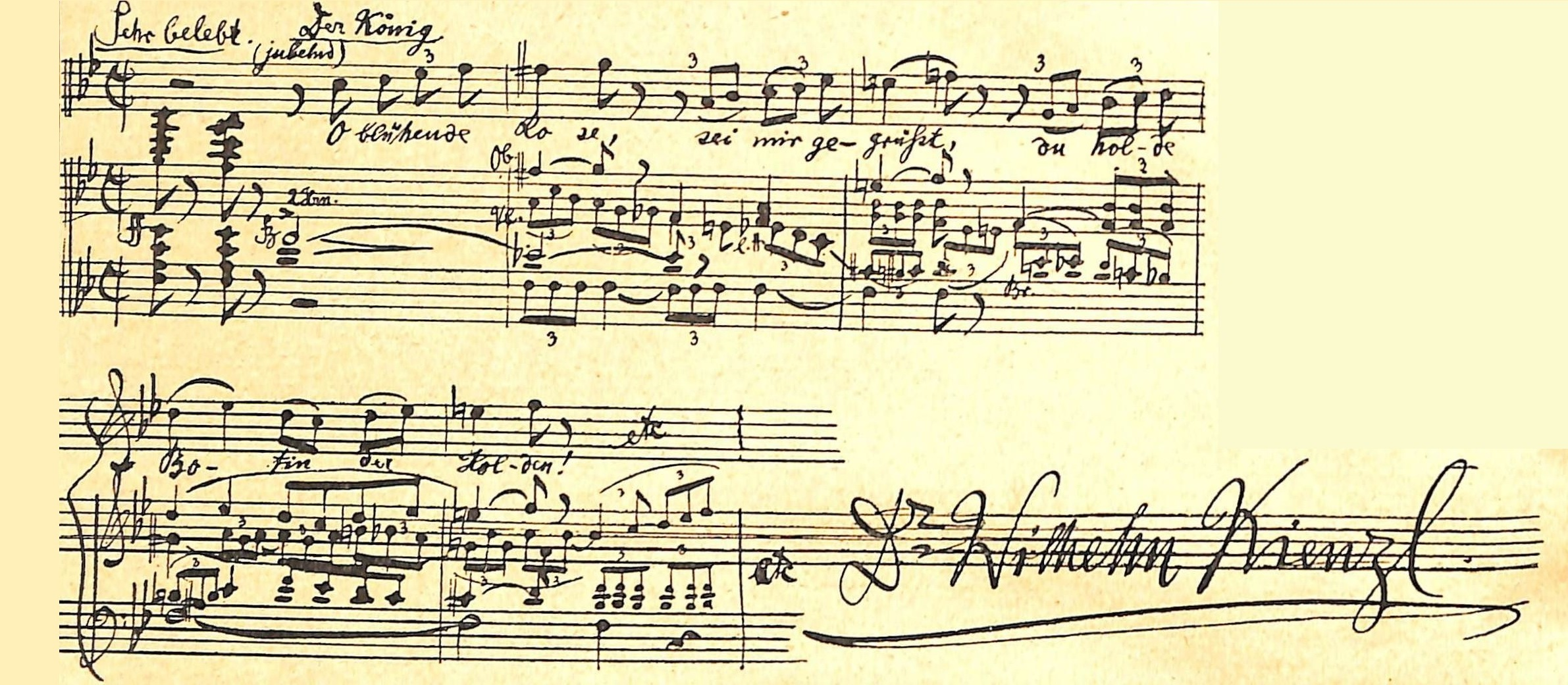
Partitura e firma di Wilhelm Kienzl

La sua famiglia si trasferì a Graz nel 1860, dove Kienzl studiò violino sotto la guida di Ignaz Uhl, pianoforte con il maestro Johann Buwa e composizione dal 1872 sotto gli insegnamenti di un allievo di Fryderyk Chopin, Louis Stanislaus Mortier de Fontaine.

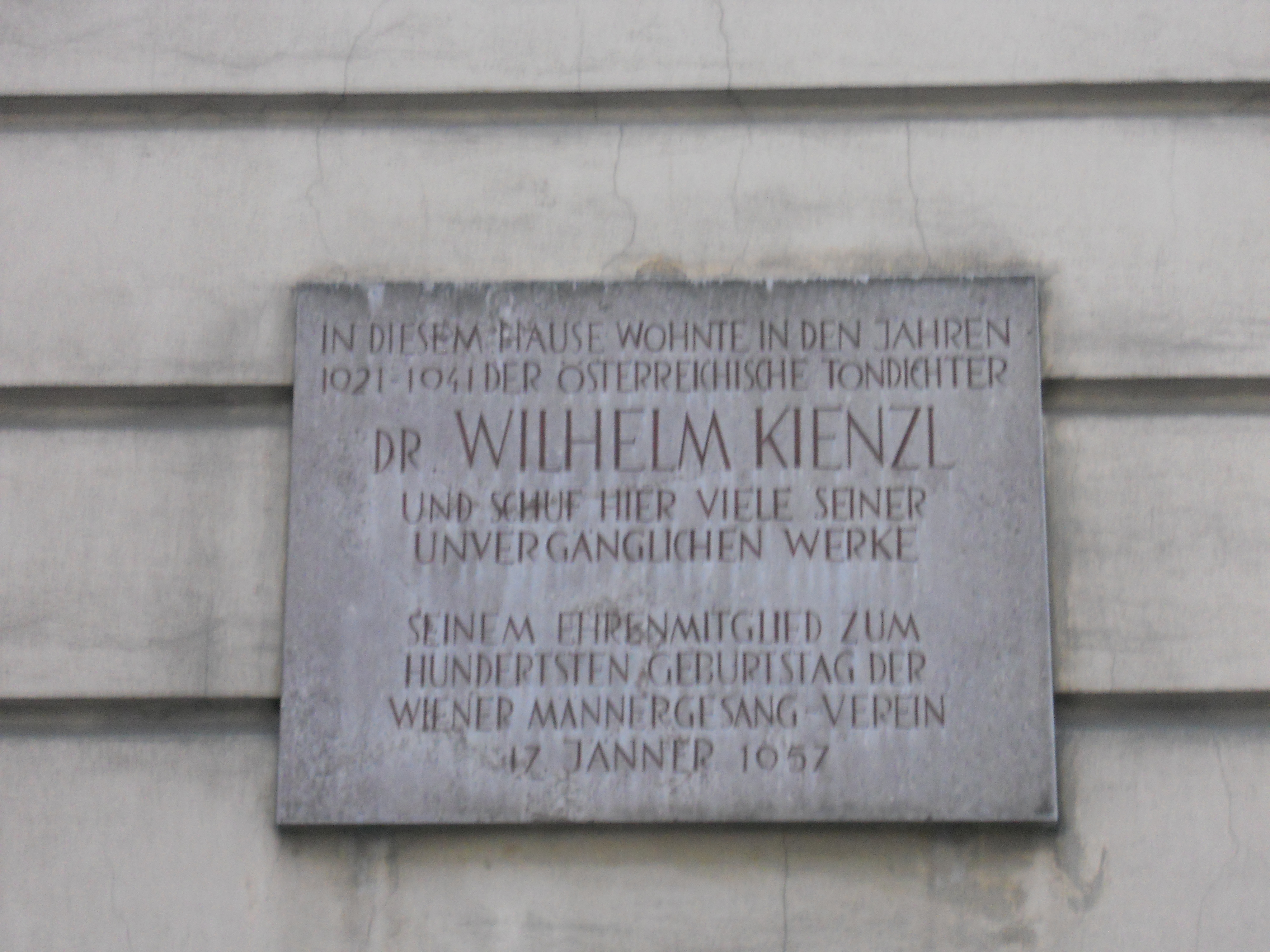
Targa commemorativa nella sua residenza di Vienna, Schreygasse 6

Dal 1874 proseguì gli studi di composizione con Wilhelm Mayer-Rémy, quelli di estetica con Eduard Hanslick e storia della musica con Friedrich von Hausegger.
Dopo il suo trasferimento al Leupzig Conservatory, avvenuto nel 1877, ebbe modo di studiare con Liszt a Weimar, prima di completare gli studi alla Università di Vienna.
Kienzl, dopo aver visitato il Festival di Bayreuth, divenne un appassionato sostenitore di Wagner e a tal propositò fondò nel 1873 la Graz Richard Wagner Association.
Dopo la sua laurea, nel 1879 attraversò l'Europa con un tour, nel quale assunse il ruolo di pianista e di direttore d'orchestra.
Nel 1883 divenne direttore della Deutsche Oper di Amsterdam, ma presto tornò a Graz, dove nel 1886 assunse la direzione del Musikverein della Stiria e incarichi nel conservatorio. 
Diresse le orchestre di Monaco di Baviera, di Amburgo, di Graz, di Amsterdam.
Nel 1917 Kienzl si trasferì a Vienna. A Bad Aussee la sua prima moglie, la cantante Wagner Lili Hoke, morì nel 1919 e fu sepolta nel cimitero locale. Sposò Henny Bauer nel 1921, che diventò la librettista delle sue ultime tre opere.
Tra le sue composizioni, si ricordano soprattutto musica da camera, sinfonica e corale, oltre alle importanti opere teatrali: Urvasi (1886), Der Evangelimann (1895), Don Quixote (1898), Der Kuhreigen (1911 al Wiener Volksoper con Maria Jeritza).
Ha collaborato con varie riviste musicali e vari giornali; inoltre ha raccolto i suoi scritti in alcuni volumi, come ad esempio Miscellen (1886).

## Opere principali

### Opere
- Urvasi, op. 20, (1884);
- Heilmar der Narr, op. 40, (1891);
- Der Evangelimann, op. 45, (1894);
- Don Quixote, op. 50, (1897);
- In Knecht Ruprechts Werkstatt, pantomima, op. 75, (1907);
- Der Kuhreigen, op. 85, (1911);
- Das Testament, op. 90, (1916);
- Hassan der Schwärmer, op. 100, (1921);
- Sanctissimum, allegoria melodrammatica, op. 102, (1922);
- Hans Kipfel, singspiel, op. 110, (1926);

### Melodrammi
- Die Brautfahrt, op. 9;
- 2 melodrammi, op. 97;
- Die Jungfrau und die Nonne, op. 98;
- Eine Marienballade von François Villon, op. 119;

### Orchestra
- Abendstimmungen, per orchestra d'archi e arpa, op. 53;
- Variazioni sinfoniche su Der Kuhreigen, op. 109a;

### Musica da camera
- 3 pezzi di fantasia per violino e pianoforte, op. 7;
- Trio per pianoforte in fa minore, op. 13;
- Quartetto per archi n. 1 in si minore, op. 22;
- Quartetto per archi n. 2 in do minore, op. 99;
- Quartetto per archi n. 3 in Mi maggiore, op. 113;
- Waldstimmungen per 4 trombe, op. 108;

### Pianoforte
- Skizzen, op. 3;
- Kahnszene, op. 5;
- Bunte Tänze, op. 10;
- Aus alten Märchen, op. 12;
- Aus meinem Tagebuch, op. 15;
- 30 Stili di danza, op. 21, (1881);
- Scherzo in la minore, op. 29;
- Kinderliebe und -leben, op. 30;
- Romantische Blätter, op. 34;
- Tanzbilder, op. 41;
- Daheim!, op. 43;
- Dichterreise, op. 46;
- Carneval, op. 51;
- Bilder aus dem Volksleben, op. 52;
- O schöne Jugendtage!, op. 80.